# Thermoplasmata
A Thermoplasmata az Euryarchaeota törzs egy osztálya.
Az osztály minden tagja acidofil, 2 pH alatt nőnek optimálisan. A Picrophilus nembe tartoznak a leginkább savkedvelő, acidofil ismert élőlények, ezek 0,06 pH-n nőnek. Az osztály sok fajának nincs sejtfala, de a Picrophilus nemnek van. A Thermotoplasmata osztályba tartozó legtöbb élőlény termofil, azaz a magas hőmérsékletet kedveli.

## Törzsfejlődés
A jelenleg elfogadott rendszertan a List of Prokaryotic names with Standing in Nomenclature (LPSN) listán és az Biotechnológiai Információk Nemzeti Központja (NCBI) adatbázisán alapul, a leszármazási fát a 'The All-Species Living Tree' Project 16S rRNA-alapú LTP release 121-e alapján állították össze.
|                       | Candidatus Methanogranum caenicola Iino et al. 2013                                                         |
|                       | |
|                       | Methanomethylophilus alvi Borrel et al. 2024                                                                |
|                       | |
|                       | Candidatus Methanoplasma termitum Lang et al. 2015                                                          |
|                       | |
| Methanomassiliicoccus | \| \| Ca. M. intestinalis Borrel et al. 2013 \| \| \| \| \| \| M. luminyensis Dridi et al. 2012 \| \| \| \| |
|                       | \| \| Ca. M. intestinalis Borrel et al. 2013 \| \| \| \| \| \| M. luminyensis Dridi et al. 2012 \| \| \| \| |
|                       | Ca. M. intestinalis Borrel et al. 2013                                                                      |
|                       | |
|                       | M. luminyensis Dridi et al. 2012                                                                            |
|                       | |

|  | Ca. M. intestinalis Borrel et al. 2013 |
|  |                                        |
|  | M. luminyensis Dridi et al. 2012       |
|  |                                        |

|  | T. acidophilum Darland et al. 1970 (típusfaj) |
|  |                                               |
|  | T. volcanium Segerer et al. 1988              |
|  |                                               |

|  | P. oshimae Schleper et al. 1996 (típusfaj) |
|  |                                            |
|  | P. torridus Zillig et al. 1996             |
|  |                                            |

|  | A. aeolicum Golyshina et al. 2009 (típusfaj)                |
|  |                                                             |
|  | A. cupricumulans (Hawkes et al. 2008) Golyshina et al. 2009 |
|  |                                                             |

|  | ?F. acidarmanus ♠ Dopson et al. 2004            |
|  |                                                 |
|  | ?F. thermophilum ♠ Zhou et al. 2008             |
|  |                                                 |
|  | F. acidiphilum Golyshina et al. 2000 (típusfaj) |
|  |                                                 |

|  | A. aeolicum Golyshina et al. 2009 (típusfaj)                |
|  |                                                             |
|  | A. cupricumulans (Hawkes et al. 2008) Golyshina et al. 2009 |
|  |                                                             |

|  | ?F. acidarmanus ♠ Dopson et al. 2004            |
|  |                                                 |
|  | ?F. thermophilum ♠ Zhou et al. 2008             |
|  |                                                 |
|  | F. acidiphilum Golyshina et al. 2000 (típusfaj) |
|  |                                                 |

|  | P. oshimae Schleper et al. 1996 (típusfaj) |
|  |                                            |
|  | P. torridus Zillig et al. 1996             |
|  |                                            |

|  | A. aeolicum Golyshina et al. 2009 (típusfaj)                |
|  |                                                             |
|  | A. cupricumulans (Hawkes et al. 2008) Golyshina et al. 2009 |
|  |                                                             |

|  | ?F. acidarmanus ♠ Dopson et al. 2004            |
|  |                                                 |
|  | ?F. thermophilum ♠ Zhou et al. 2008             |
|  |                                                 |
|  | F. acidiphilum Golyshina et al. 2000 (típusfaj) |
|  |                                                 |

|  | A. aeolicum Golyshina et al. 2009 (típusfaj)                |
|  |                                                             |
|  | A. cupricumulans (Hawkes et al. 2008) Golyshina et al. 2009 |
|  |                                                             |

|  | ?F. acidarmanus ♠ Dopson et al. 2004            |
|  |                                                 |
|  | ?F. thermophilum ♠ Zhou et al. 2008             |
|  |                                                 |
|  | F. acidiphilum Golyshina et al. 2000 (típusfaj) |
|  |                                                 |

|  | T. acidophilum Darland et al. 1970 (típusfaj) |
|  |                                               |
|  | T. volcanium Segerer et al. 1988              |
|  |                                               |

|  | P. oshimae Schleper et al. 1996 (típusfaj) |
|  |                                            |
|  | P. torridus Zillig et al. 1996             |
|  |                                            |

|  | A. aeolicum Golyshina et al. 2009 (típusfaj)                |
|  |                                                             |
|  | A. cupricumulans (Hawkes et al. 2008) Golyshina et al. 2009 |
|  |                                                             |

|  | ?F. acidarmanus ♠ Dopson et al. 2004            |
|  |                                                 |
|  | ?F. thermophilum ♠ Zhou et al. 2008             |
|  |                                                 |
|  | F. acidiphilum Golyshina et al. 2000 (típusfaj) |
|  |                                                 |

|  | A. aeolicum Golyshina et al. 2009 (típusfaj)                |
|  |                                                             |
|  | A. cupricumulans (Hawkes et al. 2008) Golyshina et al. 2009 |
|  |                                                             |

|  | ?F. acidarmanus ♠ Dopson et al. 2004            |
|  |                                                 |
|  | ?F. thermophilum ♠ Zhou et al. 2008             |
|  |                                                 |
|  | F. acidiphilum Golyshina et al. 2000 (típusfaj) |
|  |                                                 |

|  | P. oshimae Schleper et al. 1996 (típusfaj) |
|  |                                            |
|  | P. torridus Zillig et al. 1996             |
|  |                                            |

|  | A. aeolicum Golyshina et al. 2009 (típusfaj)                |
|  |                                                             |
|  | A. cupricumulans (Hawkes et al. 2008) Golyshina et al. 2009 |
|  |                                                             |

|  | ?F. acidarmanus ♠ Dopson et al. 2004            |
|  |                                                 |
|  | ?F. thermophilum ♠ Zhou et al. 2008             |
|  |                                                 |
|  | F. acidiphilum Golyshina et al. 2000 (típusfaj) |
|  |                                                 |

|  | A. aeolicum Golyshina et al. 2009 (típusfaj)                |
|  |                                                             |
|  | A. cupricumulans (Hawkes et al. 2008) Golyshina et al. 2009 |
|  |                                                             |

|  | ?F. acidarmanus ♠ Dopson et al. 2004            |
|  |                                                 |
|  | ?F. thermophilum ♠ Zhou et al. 2008             |
|  |                                                 |
|  | F. acidiphilum Golyshina et al. 2000 (típusfaj) |
|  |                                                 |

|  | T. acidophilum Darland et al. 1970 (típusfaj) |
|  |                                               |
|  | T. volcanium Segerer et al. 1988              |
|  |                                               |

|  | P. oshimae Schleper et al. 1996 (típusfaj) |
|  |                                            |
|  | P. torridus Zillig et al. 1996             |
|  |                                            |

|  | A. aeolicum Golyshina et al. 2009 (típusfaj)                |
|  |                                                             |
|  | A. cupricumulans (Hawkes et al. 2008) Golyshina et al. 2009 |
|  |                                                             |

|  | ?F. acidarmanus ♠ Dopson et al. 2004            |
|  |                                                 |
|  | ?F. thermophilum ♠ Zhou et al. 2008             |
|  |                                                 |
|  | F. acidiphilum Golyshina et al. 2000 (típusfaj) |
|  |                                                 |

|  | A. aeolicum Golyshina et al. 2009 (típusfaj)                |
|  |                                                             |
|  | A. cupricumulans (Hawkes et al. 2008) Golyshina et al. 2009 |
|  |                                                             |

|  | ?F. acidarmanus ♠ Dopson et al. 2004            |
|  |                                                 |
|  | ?F. thermophilum ♠ Zhou et al. 2008             |
|  |                                                 |
|  | F. acidiphilum Golyshina et al. 2000 (típusfaj) |
|  |                                                 |

|  | P. oshimae Schleper et al. 1996 (típusfaj) |
|  |                                            |
|  | P. torridus Zillig et al. 1996             |
|  |                                            |

|  | A. aeolicum Golyshina et al. 2009 (típusfaj)                |
|  |                                                             |
|  | A. cupricumulans (Hawkes et al. 2008) Golyshina et al. 2009 |
|  |                                                             |

|  | ?F. acidarmanus ♠ Dopson et al. 2004            |
|  |                                                 |
|  | ?F. thermophilum ♠ Zhou et al. 2008             |
|  |                                                 |
|  | F. acidiphilum Golyshina et al. 2000 (típusfaj) |
|  |                                                 |

|  | A. aeolicum Golyshina et al. 2009 (típusfaj)                |
|  |                                                             |
|  | A. cupricumulans (Hawkes et al. 2008) Golyshina et al. 2009 |
|  |                                                             |

|  | ?F. acidarmanus ♠ Dopson et al. 2004            |
|  |                                                 |
|  | ?F. thermophilum ♠ Zhou et al. 2008             |
|  |                                                 |
|  | F. acidiphilum Golyshina et al. 2000 (típusfaj) |
|  |                                                 |

|  | T. acidophilum Darland et al. 1970 (típusfaj) |
|  |                                               |
|  | T. volcanium Segerer et al. 1988              |
|  |                                               |

|  | P. oshimae Schleper et al. 1996 (típusfaj) |
|  |                                            |
|  | P. torridus Zillig et al. 1996             |
|  |                                            |

|  | A. aeolicum Golyshina et al. 2009 (típusfaj)                |
|  |                                                             |
|  | A. cupricumulans (Hawkes et al. 2008) Golyshina et al. 2009 |
|  |                                                             |

|  | ?F. acidarmanus ♠ Dopson et al. 2004            |
|  |                                                 |
|  | ?F. thermophilum ♠ Zhou et al. 2008             |
|  |                                                 |
|  | F. acidiphilum Golyshina et al. 2000 (típusfaj) |
|  |                                                 |

|  | A. aeolicum Golyshina et al. 2009 (típusfaj)                |
|  |                                                             |
|  | A. cupricumulans (Hawkes et al. 2008) Golyshina et al. 2009 |
|  |                                                             |

|  | ?F. acidarmanus ♠ Dopson et al. 2004            |
|  |                                                 |
|  | ?F. thermophilum ♠ Zhou et al. 2008             |
|  |                                                 |
|  | F. acidiphilum Golyshina et al. 2000 (típusfaj) |
|  |                                                 |

|  | P. oshimae Schleper et al. 1996 (típusfaj) |
|  |                                            |
|  | P. torridus Zillig et al. 1996             |
|  |                                            |

|  | A. aeolicum Golyshina et al. 2009 (típusfaj)                |
|  |                                                             |
|  | A. cupricumulans (Hawkes et al. 2008) Golyshina et al. 2009 |
|  |                                                             |

|  | ?F. acidarmanus ♠ Dopson et al. 2004            |
|  |                                                 |
|  | ?F. thermophilum ♠ Zhou et al. 2008             |
|  |                                                 |
|  | F. acidiphilum Golyshina et al. 2000 (típusfaj) |
|  |                                                 |

|  | A. aeolicum Golyshina et al. 2009 (típusfaj)                |
|  |                                                             |
|  | A. cupricumulans (Hawkes et al. 2008) Golyshina et al. 2009 |
|  |                                                             |

|  | ?F. acidarmanus ♠ Dopson et al. 2004            |
|  |                                                 |
|  | ?F. thermophilum ♠ Zhou et al. 2008             |
|  |                                                 |
|  | F. acidiphilum Golyshina et al. 2000 (típusfaj) |
|  |                                                 |

|  | T. acidophilum Darland et al. 1970 (típusfaj) |
|  |                                               |
|  | T. volcanium Segerer et al. 1988              |
|  |                                               |

|  | P. oshimae Schleper et al. 1996 (típusfaj) |
|  |                                            |
|  | P. torridus Zillig et al. 1996             |
|  |                                            |

|  | A. aeolicum Golyshina et al. 2009 (típusfaj)                |
|  |                                                             |
|  | A. cupricumulans (Hawkes et al. 2008) Golyshina et al. 2009 |
|  |                                                             |

|  | ?F. acidarmanus ♠ Dopson et al. 2004            |
|  |                                                 |
|  | ?F. thermophilum ♠ Zhou et al. 2008             |
|  |                                                 |
|  | F. acidiphilum Golyshina et al. 2000 (típusfaj) |
|  |                                                 |

|  | A. aeolicum Golyshina et al. 2009 (típusfaj)                |
|  |                                                             |
|  | A. cupricumulans (Hawkes et al. 2008) Golyshina et al. 2009 |
|  |                                                             |

|  | ?F. acidarmanus ♠ Dopson et al. 2004            |
|  |                                                 |
|  | ?F. thermophilum ♠ Zhou et al. 2008             |
|  |                                                 |
|  | F. acidiphilum Golyshina et al. 2000 (típusfaj) |
|  |                                                 |

|  | P. oshimae Schleper et al. 1996 (típusfaj) |
|  |                                            |
|  | P. torridus Zillig et al. 1996             |
|  |                                            |

|  | A. aeolicum Golyshina et al. 2009 (típusfaj)                |
|  |                                                             |
|  | A. cupricumulans (Hawkes et al. 2008) Golyshina et al. 2009 |
|  |                                                             |

|  | ?F. acidarmanus ♠ Dopson et al. 2004            |
|  |                                                 |
|  | ?F. thermophilum ♠ Zhou et al. 2008             |
|  |                                                 |
|  | F. acidiphilum Golyshina et al. 2000 (típusfaj) |
|  |                                                 |

|  | A. aeolicum Golyshina et al. 2009 (típusfaj)                |
|  |                                                             |
|  | A. cupricumulans (Hawkes et al. 2008) Golyshina et al. 2009 |
|  |                                                             |

|  | ?F. acidarmanus ♠ Dopson et al. 2004            |
|  |                                                 |
|  | ?F. thermophilum ♠ Zhou et al. 2008             |
|  |                                                 |
|  | F. acidiphilum Golyshina et al. 2000 (típusfaj) |
|  |                                                 |

|  | T. acidophilum Darland et al. 1970 (típusfaj) |
|  |                                               |
|  | T. volcanium Segerer et al. 1988              |
|  |                                               |

|  | P. oshimae Schleper et al. 1996 (típusfaj) |
|  |                                            |
|  | P. torridus Zillig et al. 1996             |
|  |                                            |

|  | A. aeolicum Golyshina et al. 2009 (típusfaj)                |
|  |                                                             |
|  | A. cupricumulans (Hawkes et al. 2008) Golyshina et al. 2009 |
|  |                                                             |

|  | ?F. acidarmanus ♠ Dopson et al. 2004            |
|  |                                                 |
|  | ?F. thermophilum ♠ Zhou et al. 2008             |
|  |                                                 |
|  | F. acidiphilum Golyshina et al. 2000 (típusfaj) |
|  |                                                 |

|  | A. aeolicum Golyshina et al. 2009 (típusfaj)                |
|  |                                                             |
|  | A. cupricumulans (Hawkes et al. 2008) Golyshina et al. 2009 |
|  |                                                             |

|  | ?F. acidarmanus ♠ Dopson et al. 2004            |
|  |                                                 |
|  | ?F. thermophilum ♠ Zhou et al. 2008             |
|  |                                                 |
|  | F. acidiphilum Golyshina et al. 2000 (típusfaj) |
|  |                                                 |

|  | P. oshimae Schleper et al. 1996 (típusfaj) |
|  |                                            |
|  | P. torridus Zillig et al. 1996             |
|  |                                            |

|  | A. aeolicum Golyshina et al. 2009 (típusfaj)                |
|  |                                                             |
|  | A. cupricumulans (Hawkes et al. 2008) Golyshina et al. 2009 |
|  |                                                             |

|  | ?F. acidarmanus ♠ Dopson et al. 2004            |
|  |                                                 |
|  | ?F. thermophilum ♠ Zhou et al. 2008             |
|  |                                                 |
|  | F. acidiphilum Golyshina et al. 2000 (típusfaj) |
|  |                                                 |

|  | A. aeolicum Golyshina et al. 2009 (típusfaj)                |
|  |                                                             |
|  | A. cupricumulans (Hawkes et al. 2008) Golyshina et al. 2009 |
|  |                                                             |

|  | ?F. acidarmanus ♠ Dopson et al. 2004            |
|  |                                                 |
|  | ?F. thermophilum ♠ Zhou et al. 2008             |
|  |                                                 |
|  | F. acidiphilum Golyshina et al. 2000 (típusfaj) |
|  |                                                 |

|  | T. acidophilum Darland et al. 1970 (típusfaj) |
|  |                                               |
|  | T. volcanium Segerer et al. 1988              |
|  |                                               |

|  | P. oshimae Schleper et al. 1996 (típusfaj) |
|  |                                            |
|  | P. torridus Zillig et al. 1996             |
|  |                                            |

|  | A. aeolicum Golyshina et al. 2009 (típusfaj)                |
|  |                                                             |
|  | A. cupricumulans (Hawkes et al. 2008) Golyshina et al. 2009 |
|  |                                                             |

|  | ?F. acidarmanus ♠ Dopson et al. 2004            |
|  |                                                 |
|  | ?F. thermophilum ♠ Zhou et al. 2008             |
|  |                                                 |
|  | F. acidiphilum Golyshina et al. 2000 (típusfaj) |
|  |                                                 |

|  | A. aeolicum Golyshina et al. 2009 (típusfaj)                |
|  |                                                             |
|  | A. cupricumulans (Hawkes et al. 2008) Golyshina et al. 2009 |
|  |                                                             |

|  | ?F. acidarmanus ♠ Dopson et al. 2004            |
|  |                                                 |
|  | ?F. thermophilum ♠ Zhou et al. 2008             |
|  |                                                 |
|  | F. acidiphilum Golyshina et al. 2000 (típusfaj) |
|  |                                                 |

|  | P. oshimae Schleper et al. 1996 (típusfaj) |
|  |                                            |
|  | P. torridus Zillig et al. 1996             |
|  |                                            |

|  | A. aeolicum Golyshina et al. 2009 (típusfaj)                |
|  |                                                             |
|  | A. cupricumulans (Hawkes et al. 2008) Golyshina et al. 2009 |
|  |                                                             |

|  | ?F. acidarmanus ♠ Dopson et al. 2004            |
|  |                                                 |
|  | ?F. thermophilum ♠ Zhou et al. 2008             |
|  |                                                 |
|  | F. acidiphilum Golyshina et al. 2000 (típusfaj) |
|  |                                                 |

|  | A. aeolicum Golyshina et al. 2009 (típusfaj)                |
|  |                                                             |
|  | A. cupricumulans (Hawkes et al. 2008) Golyshina et al. 2009 |
|  |                                                             |

|  | ?F. acidarmanus ♠ Dopson et al. 2004            |
|  |                                                 |
|  | ?F. thermophilum ♠ Zhou et al. 2008             |
|  |                                                 |
|  | F. acidiphilum Golyshina et al. 2000 (típusfaj) |
|  |                                                 |

|  | T. acidophilum Darland et al. 1970 (típusfaj) |
|  |                                               |
|  | T. volcanium Segerer et al. 1988              |
|  |                                               |

|  | P. oshimae Schleper et al. 1996 (típusfaj) |
|  |                                            |
|  | P. torridus Zillig et al. 1996             |
|  |                                            |

|  | A. aeolicum Golyshina et al. 2009 (típusfaj)                |
|  |                                                             |
|  | A. cupricumulans (Hawkes et al. 2008) Golyshina et al. 2009 |
|  |                                                             |

|  | ?F. acidarmanus ♠ Dopson et al. 2004            |
|  |                                                 |
|  | ?F. thermophilum ♠ Zhou et al. 2008             |
|  |                                                 |
|  | F. acidiphilum Golyshina et al. 2000 (típusfaj) |
|  |                                                 |

|  | A. aeolicum Golyshina et al. 2009 (típusfaj)                |
|  |                                                             |
|  | A. cupricumulans (Hawkes et al. 2008) Golyshina et al. 2009 |
|  |                                                             |

|  | ?F. acidarmanus ♠ Dopson et al. 2004            |
|  |                                                 |
|  | ?F. thermophilum ♠ Zhou et al. 2008             |
|  |                                                 |
|  | F. acidiphilum Golyshina et al. 2000 (típusfaj) |
|  |                                                 |

|  | P. oshimae Schleper et al. 1996 (típusfaj) |
|  |                                            |
|  | P. torridus Zillig et al. 1996             |
|  |                                            |

|  | A. aeolicum Golyshina et al. 2009 (típusfaj)                |
|  |                                                             |
|  | A. cupricumulans (Hawkes et al. 2008) Golyshina et al. 2009 |
|  |                                                             |

|  | ?F. acidarmanus ♠ Dopson et al. 2004            |
|  |                                                 |
|  | ?F. thermophilum ♠ Zhou et al. 2008             |
|  |                                                 |
|  | F. acidiphilum Golyshina et al. 2000 (típusfaj) |
|  |                                                 |

|  | A. aeolicum Golyshina et al. 2009 (típusfaj)                |
|  |                                                             |
|  | A. cupricumulans (Hawkes et al. 2008) Golyshina et al. 2009 |
|  |                                                             |

|  | ?F. acidarmanus ♠ Dopson et al. 2004            |
|  |                                                 |
|  | ?F. thermophilum ♠ Zhou et al. 2008             |
|  |                                                 |
|  | F. acidiphilum Golyshina et al. 2000 (típusfaj) |
|  |                                                 |

Jegyzet:

♠ A törzs megtalálható az Biotechnológiai Információk Nemzeti Központja (NCBI) listáján, de hiányzik a List of Prokaryotic names with Standing in Nomenclature (LPSN) listájáról.

### Tudományos folyóiratok
- (2014. augusztus 1.) „Prevalence and quantification of the uncommon Archaea phylotype Thermoplasmata in chronic periodontitis”. Archives of Oral Biology 59 (8), 822-828. o. DOI:10.1016/j.archoralbio.2014.05.011.
- (2013. június 1.) „Methylotrophic methanogenic Thermoplasmata implicated in reduced methane emissions from bovine rumen”. NATURE COMMUNICATIONS 4 (1428). DOI:10.1038/ncomms2847.
- Cavalier-Smith, T (2002). „The neomuran origin of archaebacteria, the negibacterial root of the universal tree and bacterial megaclassification”. Int. J. Syst. Evol. Microbiol. 52 (Pt 1), 7–76. o. PMID 11837318.
- Woese, CR (1990). „Towards a natural system of organisms: proposal for the domains Archaea, Bacteria, and Eucarya”. Proc. Natl. Acad. Sci. USA 87 (12), 4576–4579. o. DOI:10.1073/pnas.87.12.4576. PMID 2112744. PMC 54159.

### Tudományos könyvek
- Reysenbach, AL.szerk.: DR Boone and RW Castenholz, eds.: Class IV. Thermoplasmata class. nov., Bergey's Manual of Systematic Bacteriology Volume 1: The Archaea and the deeply branching and phototrophic Bacteria, 2nd, New York: Springer Verlag, 169. o. (2001). ISBN 978-0-387-98771-2
- Garrity GM, Holt JG.szerk.: DR Boone and RW Castenholz, eds.: Phylum AII. Euryarchaeota phy. nov., Bergey's Manual of Systematic Bacteriology Volume 1: The Archaea and the deeply branching and phototrophic Bacteria, 2nd, New York: Springer Verlag, 169. o. (2001). ISBN 978-0-387-98771-2

### Tudományos adatbázisok
- Thermoplasmata PubMed hivatkozásai
- Thermoplasmata PubMed Central hivatkozásai
- Thermoplasmata Google Scholar hivatkozásai

- NCBI rendszertani oldal ehhez a taxonhoz: Thermoplasmata
- Keresés a Tree of Life rendszertani oldalain erre: Thermoplasmata
- Keresés a Species2000 oldalain erre: Thermoplasmata
- Thermoplasmata a MicrobeWikin
- LSPN oldal ehhez: Thermoplasmata